# Nghi Quân
Nghi Quân (chữ Hán phồn thể: 宜君縣, chữ Hán giản thể: 宜君县) là một huyện của địa cấp thị Đồng Xuyên, tỉnh Thiểm Tây, Trung Quốc. Quận này có diện tích 1476 km2, dân số năm 2002 là 90.000 người. Mã số bưu chính là 727200. Huyện lỵ đóng tại phố Nghi Dương thuộc trấn Thành Quan. Huyện Nghi Quân được chia thành 5 trấn và 5 hương. Tổng cộng có 178 thôn hành chính.
- Trấn: Thành Quan, Ngũ Lý, Kỳ Bàn, Thái An, Bành
- Hương: Nghiêu Sinh, Tây Thôn, Vân Mông, Khốc Tuyền, Lôi Nguyên.